# Phaeolita subcordatalis
Phaeolita subcordatalis là một loài bướm đêm trong họ Noctuidae.